# Mirante do Vale
Mirante do Vale är en 170 meter hög skyskrapa i São Paulo, Brasilien. Mirante do Vale byggdes 1959-60 och har 51 våningar. Den var fram till 2014 den högsta skyskrapan i Brasilien.

## Historik
Bygget av skyskrapan inleddes 1959 och slutfördes året därpå. Den var då den högsta byggnaden i Brasilien, en ställning den haft fram till 2014. Augusti 2014 invigdes Millennium Palace i badorten Balneário Camboriú i delstaten Santa Catarina; denna är 177,3 meter hög fördelat över 46 våningar.
Byggnaden invigdes under namnet Palácio Zarzur Kogan (efter namnet på en framgångsrik familj inom kaffebranschen som fortfarande äger byggnaden). 1988 ändrades namnet till det nuvarande.
Mirante do Vale är trots sin höjd inte särskilt välkänd bland stadsborna. Den är byggd som en avlång, rektangulär byggnadskropp utan utstickande element. Den 9 meter lägre och 13 år äldre Edifício Altino Arantes är med sin mer spektakulära "Empire State Building-stil" betydligt mer välbesökt. Altino Arantes ligger i närheten och på en högre del av staden, vilket gör att den framstår som högre.

## Användning och beskrivning
Mirante do Vales 51 våningar används till olika ändamål. I byggnaden finns 146 affärer och 812 kontor (där cirka 10 000 tjänstemän har sin arbetsplats), tolv hissar och två rulltrappor. På 45:e våningen har en restaurang installerat sig, och på 46:e till 50:e våningen finns observationsdäck och olika sorters paviljonger. På taket finns en helikopterplatta, och genom byggnadens avlånga form är den 700 meter åt ena hållet. Dessutom finns bostäder i huset.

### Tekniska data
Mirante do Vale består av 20 000 ton betong, vilket motsvarar 250 000 cementsäckar. 5 000 ton stål användes till bygget, och husets fundament är pålat till 20 meters djup. Elförbrukningen är i snitt 5 000 kWh.

## Källhänvisningar
1. 1 2 3 4 5  "Palácio W. Zarzur". Emporis.com. Läst 21 september 2014. (engelska)
2. ↑  "Millennium Palace". Emporis.com. Läst 21 september 2014. (engelska)